# Diphénhydramine
Pour les articles homonymes, voir DHM.
La diphénhydramine (DHM) est une substance chimique utilisée comme  antihistaminique H1 de première génération, de la famille pharmacologique des aminoalkyl-éthers (comme la doxylamine) qui n'est plus guère utilisée contre les allergies à proprement parler (à cause de la somnolence qu'elle génère) mais surtout : 
- sous forme de spécialité pour application locale contre les piqûres d'insectes (Butix, R Calm, Diphamine, Azaron…) ;
- préventivement contre le mal des transports (Nautamine, R Calm, Bénadryl) ;
- pour lutter contre le rhume (Actifed jour / nuit) ;
- pour le soulagement de l'insomnie occasionnelle (Nustasium, Sleep-Eze) ;
- pour le sevrage des opiacés (Azicalm).

La dimenhydrinate (antinaupathique) et la fluoxétine (antidépresseur) sont des dérivés de la diphénhydramine.

## Pharmacologie
La diphénhydramine est un antihistaminique H1 de première génération. C'est un antagoniste compétitif des récepteurs de l'histamine. L'histamine étant un neurotransmetteur responsable en partie de l'éveil, son blocage provoque une légère sédation. Elle potentialise l'effet sédatif des opiacés et de l'alcool.
Elle possède aussi une action anticholinergique en étant un inhibiteur compétitif des récepteurs muscariniques à l'acétylcholine, d’où ses effets secondaires hallucinogènes à haute dose.

## Effets secondaires
La liste des effets secondaires est longue du fait de l'action anticholinergique et sérotoninergique de la diphénhydramine. Les effets varient d'une personne à l'autre. Les enfants et les personnes âgées sont les plus sensibles. Les principaux effets secondaires lors d'un usage thérapeutique sont la somnolence, les vertiges et la sécheresse buccale. Les symptômes de surdosage peuvent être nombreux et dangereux.
Attention : l'association de la diphénhydramine avec certains médicaments peut provoquer des effets secondaires graves appelés syndrome malin des neuroleptiques. Avant de consommer de la diphénhydramine, veuillez lire attentivement la notice ou prévenir le pharmacien ou le médecin si vous prenez d'autres médicaments. Les médicaments à éviter sont les autres antihistaminiques, les neuroleptiques, les antiparkinsoniens anticholinergiques, les antispasmodiques atropiniques, la disopyramide, les antidépresseurs tricycliques, les antidépresseurs appelés IMAO (inhibiteurs de la monoamine oxydase), les benzodiazépines, les médicaments contre l'insomnie et l'angoisse, les antitussifs narcotiques, les analgésiques narcotiques, l'alcool, la nicotine, la caféine.
- Somnolence (très fréquent)
- Sécheresse buccale (fréquent)
- Hypersomnie (rare)
- Constipation (peu fréquent)
- Troubles de l'accommodation (peu fréquent)
- Céphalée (fréquent)
- Mydriase (peu fréquent)
- Vertiges (rare)
- Nausées (rare)
- Vomissements (très rare)
- Anorexie (très rare)
- Augmentation de l'appétit (rare)
- Douleurs épigastriques (rare)
- Confusion (rare)
- Excitation (rare)
- Anxiété (rare)
- Troubles de la coordination (très rare)
- Dysurie (rare)
- Hypotension (rare)
- Ataxie (rare)
- Bourdonnement d'oreille (rare)
- Hyperthermie (très rare)
- Troubles du comportement (rare)
- Dysphorie (rare)
- Hallucination (très rare)
- Insomnie (très rare)
- Nervosité (rare)
- Agitations (rare)
- Tachycardie (très rare)
- Hypertension (très rare)
- Diminution de la libido (rare)
- Convulsions (très rare)
- Rougeur cutanée (rare)
- Hébétude (rare)
- Amnésie (très rare)
- Caries (très rare)
- Infections urinaires (très rare)
- Diarrhée (très rare)
- Choc anaphylactique (très rare)

De plus, l'utilisation de la diphénhydramine est déconseillée pendant la grossesse, en particulier durant les trois premiers mois et en fin de grossesse en raison du risque de somnolence et d’hypersensibilité du système nerveux central chez le nouveau-né. L'utilisation est également déconseillée pendant l'allaitement.
La diphénhydramine est à proscrire chez les enfants de moins de 16 ans. Le dosage sera diminué chez les personnes âgées.

## Usage récréatif et intoxication
La diphénhydramine, comme la plupart des antihistaminiques, a des effets secondaires anticholinergiques très puissants, elle est donc utilisée récréativement pour ses effets hallucinogènes/ délirogènes comme la scopolamine et certains produits anticholinergiques (procyclidine, trihexyphénidyle…) prescrits contre les symptômes de la maladie de Parkinson et contre les symptômes extrapyramidaux provoqués par certains neuroleptiques. La diphénhydramine est également utilisée comme potentialisateur de l'alcool et des opiacés.
La diphénhydramine a également des propriétés légèrement euphorisantes, ce qui peut provoquer une dépendance psychique chez l'utilisateur de ce produit, mais les effets secondaires indésirables des anticholinergiques sont souvent mal supportés, l'usage récréatif de ce produit est donc très rare et souvent occasionnel.
La dose minimale d'intoxication chez un adulte est de 200 mg, soit quatre fois la dose maximale thérapeutique. La dose minimale d'intoxication chez les enfants de moins de 16 ans est de 50 mg soit la dose thérapeutique pour un adulte. La dose minimale d'intoxication chez les personnes âgées varie entre 50  et   100 mg.
La demi-vie de la diphénhydramine lors d'un usage thérapeutique est longue (9 à 12 h) mais plus ou moins longue suivant les personnes et notamment leur âge : chez les enfants, la demi-vie est courte (5 à 8 h), chez les personnes âgées elle est très longue (10 à 18 h). La demi-vie est plus longue en cas d'intoxication aiguë : 10 à 36 h.
L'usage détourné de la diphénhydramine, des autres antihistaminiques et des anticholinergiques est très dangereux (voir effets secondaires).
Les symptômes d'intoxication sont très nombreux et ressemblent à ceux provoqués par une intoxication à l'atropine (somnolence, vertige, mal-être avec ou sans nausée, sécheresse des muqueuses, hallucination, confusion, constipation, troubles de l'accommodation, ataxie, insomnie, hypertension, hémorragie conjonctive, hyperventilation, jaunisse, hyperthermie, excitation, amnésie, crises délirogènes et de paranoïa (exemples : impression d’être surveillé, impression de pouvoir voler…) ; les troubles du comportement (euphorie, agressivité…) sont les symptômes d'intoxication les plus fréquents).
En plus de ses propriétés anticholinergiques, la diphénhydramine a également des propriétés sérotoninergiques pouvant provoquer des effets secondaires dangereux et renforcer les effets anticholinergiques.
La diphénhydramine est en vente libre en pharmacie dans de nombreux pays mais le pharmacien peut refuser de délivrer ce produit s'il estime que le client en fait un usage abusif.
La diphénhydramine a déjà été retrouvée dans certaines pilules vendues sous le nom d'ecstasy. La diphénhydramine était associée avec de la caféine et/ou de la MDMA ou de la méthamphétamine.